# Capnia aligera
Capnia aligera är en bäcksländeart som beskrevs av Zapekina-dulkeit 1975. Capnia aligera ingår i släktet Capnia och familjen småbäcksländor. Inga underarter finns listade i Catalogue of Life.